# Lucien Romier

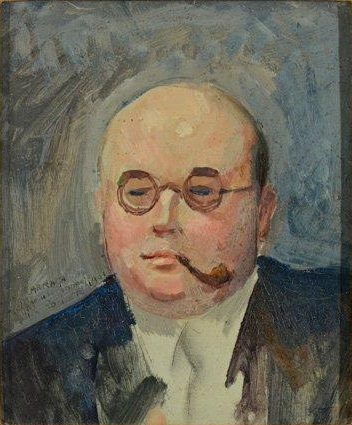
Lucien Romier, Porträt von Ángel Zárraga

Lucien Romier (* 19. Oktober 1885 in Moiré, Département Rhône, Frankreich; † 5. Januar 1944 in Vichy) war ein französischer Historiker, Journalist und Minister im Vichy-Regime.

## Leben
Lucien Romier entstammte einer wohlhabenden, jahrhundertealten Weinbauernfamilie aus dem Beaujolais und absolvierte eine nahegelegene Jesuitenschule. 1905 trat er in die Elitehochschule École nationale des chartes ein und wurde dort 1909 mit einer Arbeit über Jacques d’Albon, seigneur de Saint-André als paläografischer Archivar diplomiert. Unter der Leitung von Louis Duchesne studierte er von 1909 bis 1911 an der École française de Rome. Nach weiteren Studien in Madrid wurde er 1913 mit einer Dissertation über die Religionskriege in Geschichte promoviert.
In den frühen 1920er Jahren verfasste er unter der Leitung von Henri Hauser einige Berichte über die Textilindustrie. 1921 trat er in das Direktorium der Arbeitgeber-Zeitung La Journée industrielle ein. Auf Anfrage von François Coty, Parfümeur und neuer Besitzer der Tageszeitung Le Figaro, der ihm ein Jahresgehalt von 100.000 Francs anbot, wurde er dort 1925 politischer Chefredakteur und Verfasser von Leitartikeln. Nach einer Auseinandersetzung mit seinem Arbeitgeber wurde er 1927 entlassen, kehrte aber nach dem Tode Cotys zurück und war von 1934 bis Dezember 1940 Direktor dieser einflussreichen rechtsbürgerlichen Tageszeitung. Zudem war er Mitarbeiter weiterer Zeitungen und Zeitschriften, darunter Revue des Deux Mondes, Le Temps, Le Petit Parisien und La Dépêche du Midi.

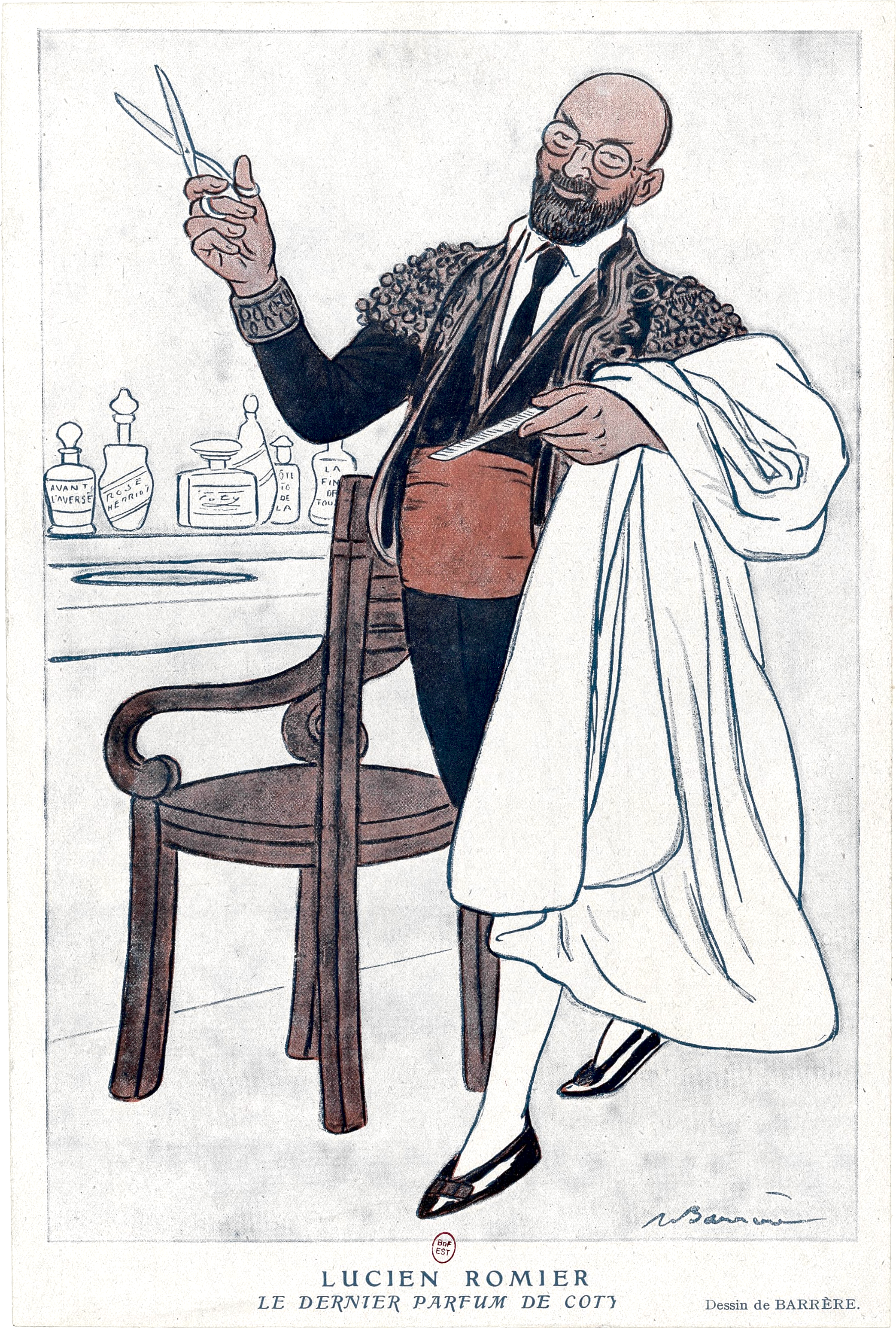
Adrien Barrère: „Das letzte Parfum von Coty“, Karikatur von Lucien Romier.

Ab 1925 bis zum Ende der 1930er Jahre war er Präsident des nationalen Wirtschaftsverbandes (Société d’économie nationale) und Mitglied des Deutsch-Französischen Studienkomitees. In dieser Zeit kritisierte er in seinen Leitartikeln im Figaro den französischen Parlamentsbetrieb und forderte eine autoritäre Regierung auf Grundlage der nationalen Einheit. 1927 wurde er Vorstandsmitglied der vom Industriellen Ernest Mercier gegründeten Bewegung Redressement français, die nach dem Vorbild von Henry Ford eine technokratische und autoritär korporatistische Politik befürwortete. Édouard Herriot schlug ihm vor, das Amt des Finanzministers zu übernehmen, das er jedoch zurückwies.
Als Marschall Pétain im Juli 1940 Staatschef des mit dem nationalsozialistischen Deutschland kollaborierenden État français wurde, schloss sich Romier ihm an und wurde mit dem Orden der Francisque ausgezeichnet. Im August 1941 wurde er zum Staatsminister ohne Geschäftsbereich ernannt und übte dieses Amt bis zu seinem Rücktritt zum Jahresende 1943 aus. In dieser Funktion wurde er als graue Eminenz Pétains angesehen, der dem gesundheitlich Angegriffenen mehrmals seine Villa an der Côte d’Azur zur Erholung anbot. Romier stellte sich gegen den Kollaborateur Pierre Laval, worauf die deutschen Besatzer seinen Abzug aus Vichy forderten. Nachdem Romier schon länger an Herzproblemen gelitten hatte, starb er am 5. Januar 1944 um 20 Uhr im Hôtel du Parc in Vichy an einem Herzinfarkt, unmittelbar bevor er von der Gestapo verhaftet werden sollte. Noch am Abend wurde sein Büro im selben Gebäude geplündert, so dass bis heute nur sehr wenige seiner persönlichen Aufzeichnungen erhalten sind.
Zweimal erhielt Romier den von der Académie des inscriptions et belles-lettres vergebenen Prix Gobert für seine historischen Arbeiten. Dreimal erhielt er eine Auszeichnung der Ehrenlegion, zuletzt 1935 als Kommandeur.

## Publikationen (Auswahl)
- Der Mensch von heute. Aus dem Französischen übersetzt von Karl Neuscheler. N. Kampmann, Freiburg im Breisgau 1930.
- La carrière d’un favori. Jacques d’Albon de Saint-André. Maréchal de France (1512–1562). Perrin, Paris 1909. (Digitalisat).
- La Conjuration d’Amboise. L’aurore sanglante de la liberté de conscience, le règne et la mort de François II. Perrin et Cie, Paris 1923.
- Qui sera le Maître : Europe ou Amérique? Paris, Hachette 1927.
- Idées très simples pour les Français Paris, Les documentaires 1928.